# 新友谊站
新友谊站，位于中华人民共和国黑龙江省双鸭山市友谊县友谊镇，是福前铁路、友宝铁路上的火车站，建于1974年，由哈尔滨铁路局佳木斯车务段管辖。

## 車站周邊
- 友谊公路客运站
- 中国人民银行友谊县支行
- 中国建设银行友谊分理处
- 中国邮政储蓄银行站前储蓄所
- 中国农业银行友谊支行营业室
- 友谊县粮食局
- 友谊县财政局
- 中国农业银行镇南分理处
- 友谊县农业局
- 友谊县物价局
- 友谊县公安局
- 友谊县人民政府
- 友谊县人民法院
- 友谊县水务局
- 友谊县第二中学
- 友谊县第一小学

## 歷史
- 建于1974年。

## 外部連結
- 中国铁路客户服务中心 （页面存档备份，存于）